# Brava
Brava er en vulkansk ø i øgruppen Sotavento, Kap Verde. Øens højeste punkt er Monte Fontainhas på 976 m. 
Brava, der er på 64 km² er Kap Verdes mindste befolkede ø, og øen blev befolket for første gang i 1540'erne. Øens befolkning øgedes i forbindelse med et vulkanudbrud på naboøen Fogo i 1675. Hovednæringsvejen var længe hvalfangst, men er nu knyttet til landbrug.
Den samlede befolkning på Brava udgør omkring 4.300, og øens største by er Vila Nova Sintra.
14°52′00″N 24°42′00″V / 14.8667°N 24.7°V